# كينيتشي كوروساوا
كينيتشي كوروساوا (باليابانية: 黒沢健一؛ بالكانا: くろさわ けんいち) هو مغن مؤلف ومنتج أسطوانات ياباني، ولد في 11 أغسطس 1968 في هيتاتشي في اليابان، وتوفي في 5 ديسمبر 2016 بسبب ورم الدماغ.

## وصلات خارجية
- الموقع الرسمي
- كينيتشي كوروساوا على موقع ميوزك برينز (الإنجليزية)